# Villa Lugano
Villa Lugano é um bairro da cidade argentina de Buenos Aires.
É o segundo maior bairro da cidade, depois de Palermo. Limita-se com os bairros de Mataderos ao norte, Parque Avellaneda e Villa Soldati ao leste e Villa Riachuelo ao sul, e com Villa Madero e Tablada à oeste.
O nascimento de Villa Lugano teve lugar em 1908, quando o suíço José Ferdinando Francisco Soldati decidiu fundar uma cidade cujo nome foi uma homenagem a sua cidade natal, Lugano, localizado próximo ao Lago de Lucerna.
O fundador nasceu em 30 de maio de 1864 em Neggio, no cantão de Ticino, na Suíça, perto de Lugano. Soldati comprou uma fazenda nas proximidades da rua existente e Murguiondo avenida Riestra, subdividida a terra e fundou Villa Lugano em 18 de Outubro de 1908. Em 1912 já viviam em Villa Lugano 40 famílias.
Em 1909, ele inaugurou o edifício da estação ferroviária (Estação de Villa Lugano) da Empresa Geral de Ferro de Buenos Aires, cuja construção foi feita em nome de Soldati. A 23 de marco de 1910 foi fundado o aeródromo de Lugano, primeiro aeródromo do país, onde aprendeu a voar, entre outros, Jorge Newbery. Próximo ao aeroporto, o construtor francês Paul Castaibert fabricou o primeiro avião nacional.

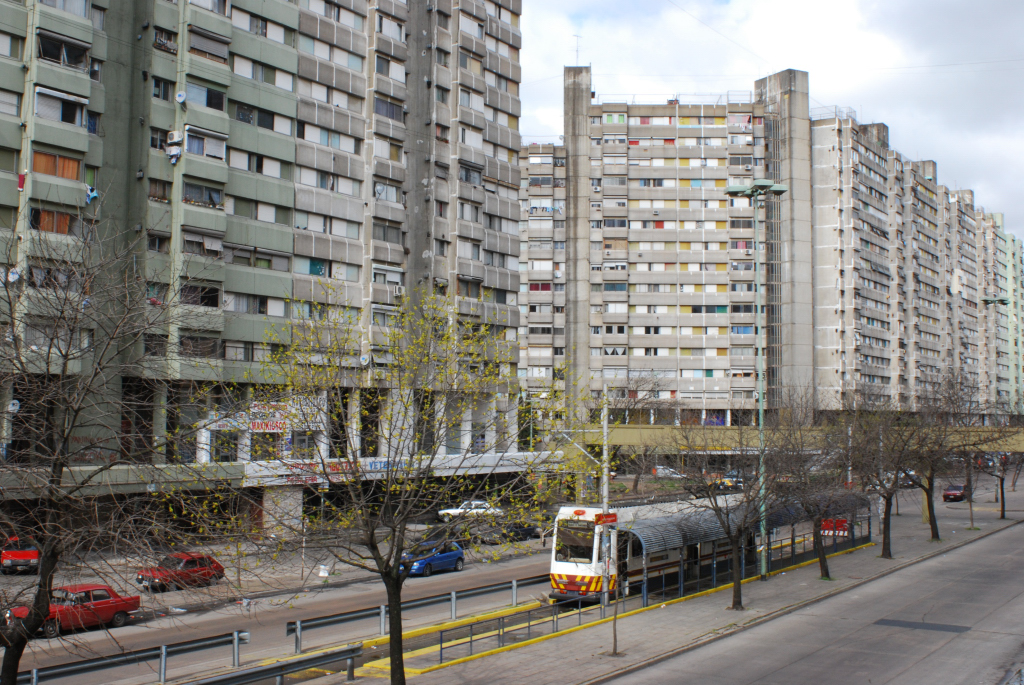
Villa Lugano

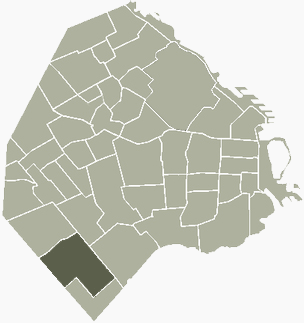
Mapa do bairro em Buenos Aires